# Кулешов, Станислав Вячеславович
Станисла́в Вячесла́вович Кулешо́в (27 декабря 1935, Ленинград — 26 сентября 2017, Севастополь) — советский инженер-конструктор, ведущий инженер отдела популяризации научной деятельности Морского гидрофизического института. С его именем связано развитие Специального конструкторско-технологического бюро (СКТБ), научно-вычислительного центра и музея МГИ.

## Биография
Родился в 1935 году в городе Ленинграде в семье морского офицера. Отец Кулешов Вячеслав Кузьмич служил на Балтийском флоте. Войну Станислав Вячеславович встретил в городе Ленинграде, был эвакуирован на Север.
Учился в Московском Энергетическом институте на радио факультете, где ему была присвоена квалификация «радиоинженер». После института работал на предприятиях оборонной промышленности, а также принимал участие в создании советских космических аппаратов. С 1967 года переехал в город Севастополь, и с этого же года работал в Морском Гидрофизическом институте. За время работы в институте занимал различные должности. В 2017 году исполнилось 50 лет работы Кулешова Станислава Вячеславовича в МГИ. Был одним из ведущих разработчиков аппаратуры радиоуправления автоматическими буйковыми станциями. В должности главного конструктора проекта руководил отделами Специального конструкторского бюро. Под его руководством и с его участием были разработаны гидрологические и дистанционные (спутниковые) комплексы и приборы (темы ИСТОК-4, БУК ИА, «Аргонавт»).

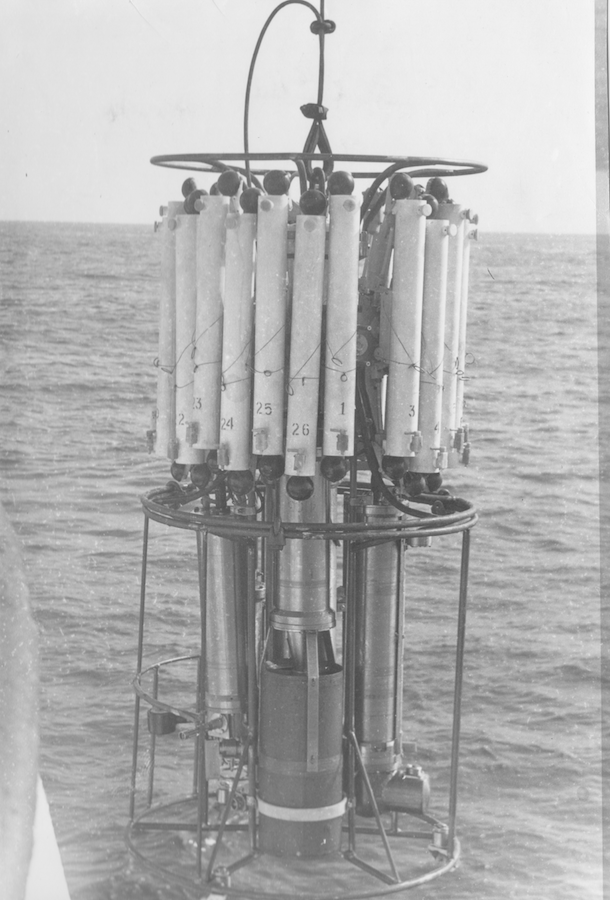
ИСТОК-6 — гидролого-гидрохимический зонд

Научные разработки были отмечены бронзовой медалью ВДНХ. Является автором и соавтором 18 научных работ, в том числе и с зарубежными авторами. Имеет патенты и зарегистрированные авторские свидетельства. Участвовал в ряде экспедиций на судах советского научного флота в Африку, Южную Америку, Европу и США. С 1992 года работал в должности заведующего отдела Вычислительной и информационной техники. Являлся одним из основателей и организаторов музея Морского Гидрофизического института.

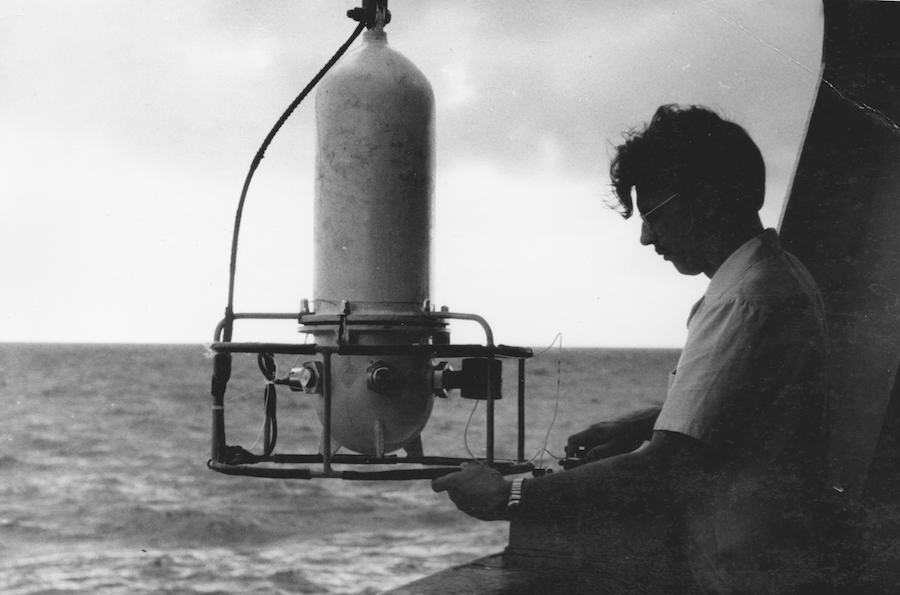
За работой. Экспедиция НИС «Ломоносов» (29й рейс)